# Ascoli Picchio F.C. 1898 2014-2015
Questa voce raccoglie le informazioni riguardanti l'Ascoli Picchio F.C. 1898 nelle competizioni ufficiali della stagione 2014-2015.

## Stagione
Nella stagione 2014-2015 l'Ascoli allenato da Mario Petrone ha disputato il trentacinquesimo campionato di terza serie della sua storia. Al termine delle 38 giornate la squadra si classifica al secondo posto con 71 punti, dietro al Teramo che ha raccolto 75 punti, accedendo ai play-off intergirone; qui, nel turno preliminare i marchigiani vengono sconfitti in casa, ai supplementari, dalla Reggiana (2-4). Tuttavia il 29 agosto 2015 la società viene ammessa d'ufficio in Serie B dalla giustizia sportiva, in seguito alla revoca della promozione teramana per illecito.
Miglior marcatore dei bianconeri il mantovano Cristian Altinier che ha firmato 17 reti in campionato.

## Divise e sponsor
Le maglie ufficiali sono state presentate il 20 agosto 2014: la prima maglia è a strisce bianconere, pantaloncini e calzettoni bianchi; la seconda divisa è completamente nera con delle bande bianconere ai lati; la terza è in completo rosso anch'essa con bande bianconere ai lati. Lo sponsor tecnico è Max Sport, gli sponsor principali sono Fainplast e Ciam.
| Casa | Trasferta | Terza |  |

## Organigramma societario
Area direttiva
- Presidente: Francesco Bellini
- Consiglio di Amministrazione: Marisa Bellini, M. Cristina Celani, Luca Ciccoianni, Alfredo Fabiani, Battista Faraotti, Giuliano Tosti
- Direttore generale: Gianni Lovato

Staff tecnico
- Allenatore: Mario Petrone[4]
- Allenatore in seconda: Andrea Arpili[4]
- Preparatore atletico: Paolo Amadio
- Preparatore dei portieri: Gilberto Vallesi
- Video & Match Analyst: Lorenzo Vagnini[4]
- Coordinatore area medica: Pasquale Allevi
- Responsabili sanitari: Elisabetta Di Cristofaro e Serafino Salvi
- Terapista della riabilitazione e osteopata: Giustino Zu
- Massofisioterapista: Bruno Berardocco

## Rosa
Rosa, tratta dal sito ufficiale, aggiornata al 9 maggio 2015
| N. |                   | Ruolo | Calciatore          |
| -- | ----------------- | ----- | ------------------- |
|    | Italia (bandiera) | P     | Andrea D'Egidio     |
|    | Italia (bandiera) | P     | Ivan Lanni          |
|    | Italia (bandiera) | P     | Riccardo Ragni      |
|    | Italia (bandiera) | D     | Stefano Avogadri    |
|    | Italia (bandiera) | D     | Alberto Barison     |
|    | Italia (bandiera) | D     | Davide Cinaglia     |
|    | Italia (bandiera) | D     | Cristian Dell'Orco  |
|    | Italia (bandiera) | D     | Andrea Mengoni      |
|    | Italia (bandiera) | D     | Daniele Mori        |
|    | Italia (bandiera) | D     | Carlo Pelagatti     |
|    | Ghana (bandiera)  | C     | Bright Addae        |
|    | Italia (bandiera) | C     | Daniele Altobelli   |
|    | Italia (bandiera) | C     | Gianluca Carpani    |
|    | Italia (bandiera) | C     | Luciano Gualdi      |
|    | Italia (bandiera) | C     | Ilario Iotti        |
|    | Italia (bandiera) | C     | Salvatore Margarita |
|    | Italia (bandiera) | C     | Riccardo Nardini    |

| N. |                      | Ruolo | Calciatore              |
| -- | -------------------- | ----- | ----------------------- |
|    | Italia (bandiera)    | C     | Giuseppe Pirrone        |
|    | Italia (bandiera)    | C     | Alessio Cristiano Rossi |
|    | Italia (bandiera)    | C     | Giuseppe Ruggiero       |
|    | Italia (bandiera)    | C     | Pietro Tripoli          |
|    | Italia (bandiera)    | A     | Cristian Altinier       |
|    | Mozambico (bandiera) | A     | Faisal Bangal           |
|    | Italia (bandiera)    | A     | Emanuele Berrettoni     |
|    | Italia (bandiera)    | A     | Cosimo Chiricò          |
|    | Italia (bandiera)    | A     | Lion Giovannini         |
|    | Italia (bandiera)    | C     | Luigi Grassi            |
|    | Italia (bandiera)    | A     | Matteo Minnozzi         |
|    | Italia (bandiera)    | A     | Mattia Mustacchio       |
|    | Italia (bandiera)    | A     | Leonardo Perez          |
|    | Italia (bandiera)    | D     | Stefano Scognamillo     |
|    | Italia (bandiera)    | C     | Riccardo Orsolini       |
|    | Italia (bandiera)    | A     | Andrea Liberati         |

## Calciomercato

### Sessione estiva (dal 1/7/2014 al 2/9/2014)
| Acquisti         | Acquisti                | Acquisti       | Acquisti                                            |
| Ruolo            | Nome                    | da             | Modalità                                            |
| ---------------- | ----------------------- | -------------- | --------------------------------------------------- |
| P                | Ivan Lanni              | Grosseto       | definitivo (biennale)                               |
| P                | Riccardo Ragni          | Pescara        | definitivo (annuale)                                |
| D                | Alberto Barison         | Padova         | definitivo (biennale)                               |
| D                | Cristian Dell'Orco      | Parma          | prestito                                            |
| D                | Andrea Mengoni          | Benevento      | definitivo (triennale)                              |
| D                | Daniele Mori            | Udinese        | prestito                                            |
| D                | Carlo Pelagatti         | Bassano Virtus | definitivo (biennale)                               |
| D                | Alessio Cristiano Rossi | Varese         | prestito (con diritto di riscatto)                  |
| C                | Bright Addae            | Parma          | definitivo (biennale)                               |
| C                | Cosimo Chiricò          | Parma          | prestito (con diritto di riscatto)                  |
| C                | Giuseppe Pirrone        | Trapani        | definitivo (biennale)                               |
| C                | Giuseppe Ruggiero       | Pro Vercelli   | prestito                                            |
| A                | Cristian Altinier       | Como           | definitivo                                          |
| A                | Faisal Bangal           | Atalanta       | prestito                                            |
| A                | Mattia Mustacchio       | L.R. Vicenza   | definitivo (triennale)                              |
| A                | Leonardo Perez          | Cittadella     | prestito (con diritto di riscatto e controriscatto) |
| Altre operazioni |                         |                |                                                     |
| R.               | Nome                    | da             | Modalità                                            |
| D                | Daniele Rosania         | Catanzaro      | fine prestito                                       |
| C                | Yonese Hanine           | Aprilia        | fine prestito                                       |
| C                | Salvatore Margarita     | Sorrento       | fine prestito                                       |

| Cessioni | Cessioni            | Cessioni        | Cessioni      |
| R.       | Nome                | a               | Modalità      |
| -------- | ------------------- | --------------- | ------------- |
| P        | Edoardo Pazzagli    | Milan           | fine prestito |
| D        | Daniele Rosania     | Pordenone       | definitivo    |
| D        | Stefano Scognamillo | Aversa Normanna | prestito      |

### Fuori sessione
| Acquisti | Acquisti | Acquisti | Acquisti |
| R.       | Nome     | da       | Modalità |
| -------- | -------- | -------- | -------- |

| Cessioni | Cessioni          | Cessioni     | Cessioni              |
| R.       | Nome              | a            | Modalità              |
| -------- | ----------------- | ------------ | --------------------- |
| C        | Yonese Hanine     | Correggese   | risoluzione contratto |
| C        | Ilario Iotti      | Matelica     | risoluzione contratto |
| A        | Faisal Bangal     | Atalanta     | risoluzione contratto |
| C        | Giuseppe Ruggiero | Pro Vercelli | risoluzione contratto |

### Sessione invernale (dal 5/1/2015 al 2/2/2015)
| Acquisti | Acquisti          | Acquisti  | Acquisti              |
| Ruolo    | Nome              | da        | Modalità              |
| -------- | ----------------- | --------- | --------------------- |
| C        | Pietro Tripoli    | Pistoiese | definitivo (biennale) |
| C        | Riccardo Nardini  | Modena    | prestito              |
| A        | Luigi Grassi      | Pontedera | definitivo (biennale) |
| C        | Daniele Altobelli | Frosinone | prestito              |

| Cessioni | Cessioni            | Cessioni  | Cessioni   |
| R.       | Nome                | a         | Modalità   |
| -------- | ------------------- | --------- | ---------- |
| C        | Salvatore Margarita | Lupa Roma | definitivo |

## Risultati

### Lega Pro

#### Girone di andata
| Arbitro: | Morreale (Roma) |

|  |           |                  |
|  | Marcatori | 77’ (rig.) Perez |

| Arbitro: | Martinelli (Roma) |

|               |           |             |
| Perez 6’, 32’ | Marcatori | 88’ Pacilli |

| Pontedera 14 settembre 2014, ore 14:30 CEST 3ª giornata | Tuttocuoio              | 0 – 0 referto | Ascoli | Stadio Ettore Mannucci (688 spett.)\| Arbitro: \| Guarino (Caltanissetta) \| |
| Arbitro:                                                | Guarino (Caltanissetta) |               |        |                                                                              |

| Arbitro: | Giua (Pisa) |

|            |           |               |
| Chiricò 8’ | Marcatori | 90+4’ Casolla |

| Arbitro: | Cifelli (Campobasso) |

|             |           |  |
| Finotto 79’ | Marcatori |  |

| Arbitro: | Prontera (Bologna) |

|             |           |              |
| Carpani 89’ | Marcatori | 56’ Fanucchi |

| Arbitro: | Fiore (Barletta) |

|  |           |             |
|  | Marcatori | 90+1’ Perez |

| Arbitro: | Valerio Marini (Roma) |

|           |           |          |
| Perez 71’ | Marcatori | 36’ Arma |

| Arbitro: | Rapuano (Rimini) |

|  |           |                 |
|  | Marcatori | 8’, 65’ Mengoni |

| Arbitro: | Capilungo (Lecce) |

|                             |           |                          |
| Altinier 47’ Berrettoni 54’ | Marcatori | 56’ Regolanti 74’ D'Anna |

| Arbitro: | Dei Giudici (Latina) |

|                |           |  |
| Mustacchio 64’ | Marcatori |  |

| Arbitro: | Illuzzi (Molfetta) |

|  |           |                       |
|  | Marcatori | 31’ Pirrone 73’ Addae |

| Arbitro: | Rossi (Rovigo) |

|                                                   |           |  |
| Perez 29’ Chiricò 72’ Turi 79’ (aut.) Carpani 80’ | Marcatori |  |

| Arbitro: | Caso (Verona) |

|  |           |                                  |
|  | Marcatori | 18’, 39’ Altinier 50’ Mustacchio |

| Arbitro: | Amoroso (Paola) |

|              |           |               |
| Altinier 85’ | Marcatori | 77’ Torromino |

| Carrara 7 dicembre 2014, ore 14:30 CET 16ª giornata | Carrarese        | 0 – 0 referto | Ascoli | Stadio dei Marmi (1.213 spett.)\| Arbitro: \| Colarossi (Roma) \| |
| Arbitro:                                            | Colarossi (Roma) |               |        |                                                                   |

| Arbitro: | Boggi (Salerno) |

|                   |           |  |
| Altinier 12’, 58’ | Marcatori |  |

| Arbitro: | Giovani (Grosseto) |

|                              |           |                |
| Mori 36’ (aut.) G. Tulli 51’ | Marcatori | 45’ Berrettoni |

| Ascoli Piceno 6 gennaio 2015, ore 15:00 CET 19ª giornata | Ascoli                        | 0 – 0 referto | Teramo | Stadio Cino e Lillo Del Duca (7.044 spett.)\| Arbitro: \| Di Ruberto (Nocera Inferiore) \| |
| Arbitro:                                                 | Di Ruberto (Nocera Inferiore) |               |        |                                                                                            |

#### Girone di ritorno
| Arbitro: | Melidoni (Frattamaggiore) |

|                                                                  |           |                                          |
| Mustacchio 13’ Carpani 19’, 25’ Berrettoni 31’, 58’ Altinier 51’ | Marcatori | 42’ Piscitella 81’ Pasini 90+1’ Anastasi |

| Arbitro: | Baroni (Firenze) |

|                                          |           |  |
| F. Virdis 26’ Sandomenico 36’ Djuric 65’ | Marcatori |  |

| Arbitro: | Colosimo (Torino) |

|                                                  |           |           |
| Mustacchio 3’ Altinier 45’ (rig.), 57’ Addae 73’ | Marcatori | 33’ Balde |

| Arbitro: | Rasia (Bassano del Grappa) |

|                  |           |                                    |
| Musetti 15’, 19’ | Marcatori | 51’ Addae 54’, 62’ (rig.) Altinier |

| Arbitro: | Proietti (Terni) |

|                        |           |              |
| Altinier 55’ Perez 74’ | Marcatori | 22’ Fioretti |

| Arbitro: | Piccinini (Forlì) |

|                                   |           |           |
| Bocalon 44’ Fanucchi 58’ Urso 83’ | Marcatori | 72’ Perez |

| Arbitro: | Candeo (Este) |

|                |           |  |
| Mustacchio 46’ | Marcatori |  |

| Arbitro: | Illuzzi (Molfetta) |

|  |           |           |
|  | Marcatori | 66’ Perez |

| Arbitro: | Mastrodonato (Molfetta) |

|                                 |           |              |
| Grassi 6’ Perez 21’ Tripoli 47’ | Marcatori | 62’ Risaliti |

| Arbitro: | Morreale (Roma) |

|                          |           |                          |
| Tutino 72’ Casiraghi 86’ | Marcatori | 31’ Grassi 83’ Dell'Orco |

| Pontedera 18 marzo 2015, ore 20:30 CET 30ª giornata | Pontedera                 | 0 – 0 referto | Ascoli | Stadio Ettore Mannucci (752 spett.)\| Arbitro: \| Melidoni (Frattamaggiore) \| |
| Arbitro:                                            | Melidoni (Frattamaggiore) |               |        |                                                                                |

| Arbitro: | Fiore (Barletta) |

|              |           |               |
| Altinier 28’ | Marcatori | 4’ Mignanelli |

| Arbitro: | Serra (Torino) |

|                         |           |             |
| Docente 48’, 58’ (rig.) | Marcatori | 45’ Chiricò |

| Arbitro: | Panarese (Lecce) |

|                |           |               |
| Berrettoni 46’ | Marcatori | 12’ Matteassi |

| Arbitro: | Martinelli (Roma) |

|                      |           |                |
| Torromino 76’ (rig.) | Marcatori | 90+1’ Altinier |

| Arbitro: | Fourneau (Roma) |

|                                  |           |                  |
| Addae 39’ Perez 83’ Altinier 93’ | Marcatori | 7’, 27’ Gherardi |

| Arbitro: | Lacagnina (Caltanissetta) |

|             |           |                          |
| Guidone 83’ | Marcatori | 21’, 34’ (rig.) Altinier |

| Arbitro: | Dei Giudici (Latina) |

|                             |           |              |
| Grassi 23’ Perez 87’ (rig.) | Marcatori | 56’ Cognigni |

| Arbitro: | Colarossi (Roma) |

|                     |           |                           |
| Donnarumma 39’, 57’ | Marcatori | 5’ Berrettoni 32’ Tripoli |

#### Play-off
| Arbitro: | Morreale (Roma 1) |

|                              |           |                                                            |
| Pelagatti 14’ Mustacchio 81’ | Marcatori | 10’ Bruccini (rig.) 90+2’ Spanò 104’ Ruopolo 111’ Giannone |

### Coppa Italia Lega Pro

#### Fase eliminatoria a gironi
| Arbitro: | Formato (Benevento) |

|                                |           |                                               |
| Mancosu 4’ Cais 18’ Rosato 50’ | Marcatori | 35’ Pirrone 47’ Addae 69’ Carpani 89’ Mengoni |

| Arbitro: | Piccinini (Forlì) |

|                                                                   |           |                                  |
| Mustacchio 13’ Mengoni 29’ Perez 45+1’ Berrettoni 47’ Chiricò 56’ | Marcatori | 40’ Tulli 73’ Gelonese 90’ Pizzi |

#### Fase a eliminazione diretta
| Arbitro: | Fiorini (Frosinone) |

|              |           |                                |
| Lapadula 76’ | Marcatori | 12’ Giovannini 24’, 26’ Bangal |

| Arbitro: | Balice (Termoli) |

|                                             |           |  |
| Cruciani 2’ Mancino 48’, 53’ Alessandro 74’ | Marcatori |  |

## Statistiche
Statistiche aggiornate al 17 maggio 2015.

### Statistiche di squadra
| Competizione          | Punti | In casa | In casa | In casa | In casa | In casa | In casa | In trasferta | In trasferta | In trasferta | In trasferta | In trasferta | In trasferta | Totale | Totale | Totale | Totale | Totale | Totale | DR  |
| Competizione          | Punti | G       | V       | N       | P       | Gf      | Gs      | G            | V            | N            | P            | Gf           | Gs           | G      | V      | N      | P      | Gf     | Gs     | DR  |
| --------------------- | ----- | ------- | ------- | ------- | ------- | ------- | ------- | ------------ | ------------ | ------------ | ------------ | ------------ | ------------ | ------ | ------ | ------ | ------ | ------ | ------ | --- |
| Lega Pro (girone B)   | 71    | 19      | 11      | 8       | 0       | 38      | 18      | 19           | 8            | 6            | 5            | 23           | 19           | 38     | 19     | 14     | 5      | 61     | 37     | +24 |
| Play-off              | -     | 1       | 0       | 0       | 1       | 2       | 4       | -            | -            | -            | -            | -            | -            | 1      | 0      | 0      | 1      | 2      | 4      | -2  |
| Coppa Italia Lega Pro | -     | 1       | 1       | 0       | 0       | 5       | 3       | 3            | 2            | 0            | 1            | 7            | 8            | 4      | 3      | 0      | 1      | 12     | 11     | +1  |
| Totale                | -     | 21      | 12      | 8       | 1       | 45      | 25      | 22           | 10           | 6            | 6            | 30           | 27           | 43     | 22     | 14     | 7      | 75     | 52     | +23 |

### Andamento in campionato
| Giornata  | 1 | 2 | 3 | 4 | 5 | 6 | 7 | 8 | 9 | 10 | 11 | 12 | 13 | 14 | 15 | 16 | 17 | 18 | 19 | 20 | 21 | 22 | 23 | 24 | 25 | 26 | 27 | 28 | 29 | 30 | 31 | 32 | 33 | 34 | 35 | 36 | 37 | 38 |
| --------- | - | - | - | - | - | - | - | - | - | -- | -- | -- | -- | -- | -- | -- | -- | -- | -- | -- | -- | -- | -- | -- | -- | -- | -- | -- | -- | -- | -- | -- | -- | -- | -- | -- | -- | -- |
| Luogo     | T | C | T | C | T | C | T | C | T | C  | C  | T  | C  | T  | C  | T  | C  | T  | C  | C  | T  | C  | T  | C  | T  | C  | T  | C  | T  | T  | C  | T  | C  | T  | C  | T  | C  | T  |
| Risultato | V | V | N | N | P | N | V | N | V | N  | V  | V  | V  | V  | N  | N  | V  | P  | N  | V  | P  | V  | V  | V  | P  | V  | V  | V  | N  | N  | N  | P  | N  | N  | V  | V  | V  | N  |
| Posizione | 3 | 2 | 3 | 3 | 6 | 5 | 4 | 4 | 2 | 4  | 1  | 1  | 1  | 1  | 1  | 1  | 1  | 1  | 1  | 1  | 1  | 1  | 1  | 1  | 1  | 1  | 1  | 1  | 1  | 1  | 2  | 2  | 2  | 2  | 2  | 2  | 2  | 2  |

Fonte:  GIRONE B STATISTICA, su lega-pro.com.
Legenda:

Luogo: C = Casa; T = Trasferta. Risultato: V = Vittoria; N = Pareggio; P = Sconfitta.

### Statistiche dei giocatori
In campionato: 60 reti segnate da 12 giocatori e un autogol a favore. In corsivo i giocatori ceduti a stagione in corso.
| Giocatore      | Lega Pro | Lega Pro | Lega Pro    | Lega Pro   | Play-off | Play-off | Play-off    | Play-off   | Coppa Italia Lega Pro | Coppa Italia Lega Pro | Coppa Italia Lega Pro | Coppa Italia Lega Pro | Totale   | Totale | Totale      | Totale     |
| Giocatore      | Presenze | Reti     | Ammonizioni | Espulsioni | Presenze | Reti     | Ammonizioni | Espulsioni | Presenze              | Reti                  | Ammonizioni           | Espulsioni            | Presenze | Reti   | Ammonizioni | Espulsioni |
| -------------- | -------- | -------- | ----------- | ---------- | -------- | -------- | ----------- | ---------- | --------------------- | --------------------- | --------------------- | --------------------- | -------- | ------ | ----------- | ---------- |
| A. D'Egidio    | -        | -        | -           | -          | -        | -        | -           | -          | 0                     | 0                     | 0                     | 0                     | 0        | 0      | 0           | 0          |
| I. Lanni       | 36       | -33      | 2           | 0          | 1        | -4       | 0           | 0          | 2                     | -6                    | 0                     | 0                     | 39       | -43    | 2           | 0          |
| R. Ragni       | 2        | -4       | 0           | 0          | 0        | 0        | 0           | 0          | 2                     | -5                    | 0                     | 0                     | 4        | -9     | 0           | 0          |
| S. Avogadri    | 32       | 0        | 5           | 0          | 1        | 0        | 0           | 1          | 2                     | 0                     | 0                     | 0                     | 35       | 0      | 5           | 1          |
| A. Barison     | 5        | 0        | 1           | 0          | -        | -        | -           | -          | 2                     | 0                     | 0                     | 0                     | 7        | 0      | 1           | 0          |
| D. Cinaglia    | 18       | 0        | 6           | 1          | -        | -        | -           | -          | 2                     | 0                     | 1                     | 0                     | 20       | 0      | 7           | 1          |
| C. Dell'Orco   | 25       | 1        | 4           | 1          | 1        | 0        | 0           | 0          | 1                     | 0                     | 0                     | 0                     | 27       | 1      | 4           | 1          |
| A. Mengoni     | 30       | 2        | 7           | 1          | 1        | 0        | 1           | 0          | 3                     | 2                     | 0                     | 1                     | 34       | 4      | 8           | 2          |
| D. Mori        | 22       | 0 (1)    | 8           | 0          | 1        | 0        | 0           | 0          | 2                     | 0                     | 0                     | 0                     | 25       | 0      | 8           | 0          |
| C. Pelagatti   | 27       | 0        | 5           | 1          | 1        | 1        | 0           | 0          | 4                     | 0                     | 2                     | 0                     | 32       | 1      | 7           | 1          |
| B. Addae       | 32       | 4        | 11          | 2          | 1        | 0        | 1           | 0          | 4                     | 1                     | 1                     | 0                     | 37       | 5      | 13          | 2          |
| D. Altobelli   | 6        | 0        | 3           | 0          | 1        | 0        | 0           | 1          | -                     | -                     | -                     | -                     | 7        | 0      | 3           | 1          |
| G. Carpani     | 28       | 4        | 4           | 1          | -        | -        | -           | -          | 3                     | 1                     | 0                     | 0                     | 31       | 5      | 4           | 1          |
| A.C. Rossi     | 9        | 0        | 2           | 0          | -        | -        | -           | -          | -                     | -                     | -                     | -                     | 9        | 0      | 2           | 0          |
| L. Gualdi      | 22       | 0        | 2           | 0          | -        | -        | -           | -          | 2                     | 0                     | 0                     | 0                     | 24       | 0      | 2           | 0          |
| I. Iotti       | -        | -        | -           | -          | -        | -        | -           | -          | 4                     | 0                     | 0                     | 0                     | 4        | 0      | 0           | 0          |
| S. Margarita   | 1        | 0        | 0           | 0          | -        | -        | -           | -          | 2                     | 0                     | 0                     | 0                     | 3        | 0      | 0           | 0          |
| R. Nardini     | 16       | 0        | 2           | 0          | 1        | 0        | 0           | 0          | -                     | -                     | -                     | -                     | 17       | 0      | 2           | 0          |
| G. Pirrone     | 28       | 1        | 10          | 0          | 1        | 0        | 0           | 0          | 2                     | 1                     | 0                     | 0                     | 31       | 2      | 10          | 0          |
| G. Ruggiero    | 2        | 0        | 0           | 0          | -        | -        | -           | -          | 4                     | 0                     | 0                     | 0                     | 6        | 0      | 0           | 0          |
| P. Tripoli     | 13       | 2        | 4           | 0          | 1        | 0        | 0           | 0          | -                     | -                     | -                     | -                     | 14       | 2      | 4           | 0          |
| C. Altinier    | 32       | 17       | 3           | 0          | 0        | 0        | 0           | 0          | -                     | -                     | -                     | -                     | 32       | 17     | 3           | 0          |
| F. Bangal      | 6        | 0        | 0           | 0          | -        | -        | -           | -          | 2                     | 2                     | 0                     | 0                     | 8        | 2      | 0           | 0          |
| E. Berrettoni  | 28       | 5        | 5           | 1          | 0        | 0        | 0           | 0          | 2                     | 1                     | 1                     | 0                     | 30       | 6      | 6           | 1          |
| C. Chiricò     | 25       | 3        | 3           | 1          | 0        | 0        | 0           | 0          | 2                     | 1                     | 0                     | 0                     | 27       | 4      | 3           | 1          |
| L. Giovannini  | 8        | 0        | 1           | 0          | -        | -        | -           | -          | 3                     | 1                     | 0                     | 0                     | 11       | 1      | 1           | 0          |
| L. Grassi      | 15       | 3        | 6           | 0          | 1        | 0        | 0           | 0          | -                     | -                     | -                     | -                     | 16       | 3      | 6           | 0          |
| M. Minnozzi    | -        | -        | -           | -          | -        | -        | -           | -          | 1                     | 0                     | 0                     | 0                     | 1        | 0      | 0           | 0          |
| M. Mustacchio  | 33       | 6        | 3           | 0          | 1        | 1        | 0           | 0          | 1                     | 1                     | 0                     | 0                     | 35       | 8      | 3           | 0          |
| L. Perez       | 26       | 12       | 7           | 0          | 1        | 0        | 1           | 1          | 2                     | 1                     | 0                     | 0                     | 29       | 13     | 8           | 1          |
| S. Scognamillo | -        | -        | -           | -          | -        | -        | -           | -          | 1                     | 0                     | 0                     | 0                     | 1        | 0      | 0           | 0          |
| R. Orsolini    | 1        | 0        | 0           | 0          | -        | -        | -           | -          | 1                     | 0                     | 0                     | 0                     | 2        | 0      | 0           | 0          |
| A. Liberati    | 1        | 0        | 0           | 0          | -        | -        | -           | -          | -                     | -                     | -                     | -                     | 1        | 0      | 0           | 0          |